# Geum oligocarpum
Geum oligocarpum är en rosväxtart som beskrevs av J. Krause. Geum oligocarpum ingår i släktet nejlikrotsläktet, och familjen rosväxter. Inga underarter finns listade i Catalogue of Life.